# Бельмо
Бельмо́ (лейко́ма, помутне́ние рогови́цы) — глазное заболевание в виде беловатого васкуляризированного пятна вследствие помутнения роговой оболочки глаза. Бельмом являются почти исключительно пятна роговой оболочки. Являясь обыкновенно последствием предшествовавших воспалительных процессов роговой оболочки, данные пятна представляют большое разнообразие по форме, величине, цвету и интенсивности помутнения. До XIX века врачи не различали бельмо и катаракту. Последняя представляет собой помутнение всего хрусталика или отдельных его частей.

## Типы
В зависимости от плотности помутнение роговицы классифицируется как небулярное, макулярное и лейкоматозное.

### Небулярное помутнение
Небулярное помутнение роговицы представляет собой слабое помутнение, возникающее из-за поверхностных рубцов, затрагивающих слой Боумена и поверхностную строму. Небулярная непрозрачность роговицы позволяет видеть детали радужной оболочки. Тонкая диффузная «дымка», покрывающая зрачковую область, больше мешает зрению, чем строго локализованная плотная лейкома, если последняя не перекрывает всю зрачковую область. Это происходит потому, что лейкома останавливает весь падающий на неё свет, в то время как «дымка» преломляет его неравномерно, позволяя свету падать на сетчатку, хотя изображение будет достаточно размыто.

### Макулярное помутнение
Макулярное помутнение роговицы представляет собой неплотное помутнение, возникающее, когда рубцевание затрагивает примерно половину стромы роговицы.

### Лейкоматозное помутнение (простая лейкома)
Лейкоматозное помутнение роговицы представляет собой плотное белое помутнение, возникающее в результате рубцевания более половины стромы. Существует ряд различных проявлений лейкоматозного помутнения роговицы:
- Адгезивные лейкомы: возникают при заживлении после перфорации роговицы с ущемлением радужной оболочки. Радужная оболочка сращена с задней частью лейкоматозной роговицы. Одним из основных осложнений сращенной лейкомы является вторичная глаукома[2];
- Корнеоиридный рубец: если ткань радужной оболочки ущемлена и включена в рубцовую ткань, как это происходит при заживлении большой отслоившейся язвы роговицы, это называется корнеоиридным рубцом[2];
- Фасетка роговицы: поверхность роговицы вдавлена в месте заживления (из-за меньшего количества фиброзной ткани); такой рубец называется фасеточным[2];
- Керектазия: при этом состоянии кривизна роговицы увеличивается в месте помутнения (выпуклость из-за слабого рубца)[2].

## Признаки
Признаки и симптомы включают следующее:
- Потеря зрения или слепота (когда плотное помутнение покрывает зрачковую область)[3];
- Затуманенное зрение (из-за астигматического эффекта и рассеяния света)[4];
- Блики[5].

### Осложнения
Врождённое помутнение роговицы, влияющее на зрение, вызывает амблиопию. Этот тип амблиопии известен как амблиопия с депривацией формы (или амблиопия вне анопсии).

### Вторичные изменения помутнения роговицы
Вторичные изменения могут наблюдаться в данных случаях: гиалиновая дегенерация, известковая дегенерация, пигментация и атероматозные изъязвления.

## Причины появления
- Врождённые затемнения могут возникать из-за аномалий развития или послеродовой травмы (к причинам врождённых помутнений роговицы относятся склерокорнеа, травмы, язвы, мукополисахаридозы, аномалия Петерса[англ.], врождённые наследственные эндотелиальные дистрофии[6]);
- Травма глаза[7];
- Изъязвление роговицы[7];
- Ксерофтальмия, вызванная дефицитом витамина А[7];
- Трахома[8];
- Онхоцеркоз[9];
- Пемфигоид слизистых оболочек (глазная форма пемфигоида слизистых оболочек может вызвать помутнение роговицы и потерю зрения)[10].

## Лечение

### Кератопластика
Кератопластика, также известная как трансплантация роговицы, является основным методом лечения для улучшения зрения при помутнении роговицы. При этом непрозрачная роговица заменяется донорской тканью. В зависимости от типа и плотности помутнения роговицы могут использоваться различные виды кератопластики, такие как:
- Проникающая кератопластика: это традиционная процедура трансплантации роговицы на всю толщину, при которой трепан (круглое режущее устройство) используется для разрезания непрозрачной роговицы, а часть донорской роговицы аналогичного размера удаляется вторым трепаном. Удаленная часть донорской роговицы известна как пуговица роговицы . Затем донорская ткань подшивается к глазу пациента. Плотное помутнение роговицы, занимающее все слои роговицы, можно лечить сквозной кератопластикой[12].
- Поверхностная ламеллярная кератопластика: используется для лечения поверхностных помутнений роговицы, которые занимают поверхностную треть стромы. В этом методе непрозрачная часть роговицы удаляется и заменяется донорской тканью, оставляя здоровую часть роговицы, включая более глубокие части стромы и эндотелия[12].
- Глубокая передняя послойная кератопластика: применяется при глубоких помутнениях с нормальным эндотелием. При этой процедуре передние слои роговицы удаляются и заменяются донорской тканью, оставляя эндотелиальный слой и десцеметовую мембрану на месте[12].

### Оптическая иридэктомия
Оптическая иридэктомия придаёт зрачку чётко заданную форму, тем самым улучшая зрение у пациентов с сегментарными помутнениями роговицы. Область чистой периферической роговицы может давать изображения сетчатки, совместимые с хорошей остротой зрения.

### Фототерапевтическая кератэктомия (ФTK)
Лазерная фототерапевтическая кератэктомия (ФTK) полезна при поверхностных (небулярных) помутнениях роговицы.

### Татуаж
Кератопигментация или татуаж роговицы — это процедура, которая веками использовалась для улучшения косметического вида рубцов роговицы. Татуировка не улучшает зрение. Для процедуры татуажа могут использоваться индийские чёрные чернила, золото или платина.

#### Техники
- Метод окрашивания: в этой технике татуировочные чернила наносятся непосредственно на переднюю поверхность роговицы. Преимущества этой процедуры включают быструю процедуру с равномерным нанесением красителя. Риск выцветания является основным недостатком[15].
- Татуировка роговицы с помощью фемтосекундного лазера: это новая техника татуировки роговицы, имеющая множество преимуществ[16].

### Кератопротезирование
Кератопротезирование — это хирургическая процедура, при которой повреждённая или непрозрачная роговица заменяется искусственной роговицей.

## Эпидемиология
Помутнение роговицы является четвёртой основной причиной слепоты во всем мире (5,1 %). Используя определение слепоты Всемирной организации здравоохранения, 145 миллионов человек во всем мире слепы на оба глаза, из которых от 6 до 8 миллионов слепы из-за заболеваний роговицы. В некоторых районах Африки почти 90 % случаев полной слепоты связано с патологией роговицы.

### Европа
Распространённость врождённых помутнений роговицы оценивается как 3 на 100 000 новорождённых. Это число увеличивается до 6 на 100 000, если включить пациентов с врождённой глаукомой. Исследование живорождений в Испании показало, что помутнения роговицы составляют 3,11 % врождённых пороков развития глаз. Около 4 % кератопластик, выполненных у детей в Дании, связаны с врождёнными аномалиями.

### Индия
Помутнение роговицы было 6-й основной причиной слепоты в Индии, что составляет 0,9 % от общего числа слепых. В обзоре быстрой оценки предотвратимой слепоты (2006—2007) помутнение роговицы, включая трахому, было упомянуто как вторая основная причина слепоты, на долю которой приходится 6,5 % общей слепоты.